# Рискаль Інна Валеріївна
Інна Валеріївна Рискаль (рос. Инна Валерьевна Рыскаль, нар. 15 червня 1944, Баку, СРСР) — радянська волейболістка.
Дворазова олімпійська чемпіонка та чемпіонка світу.
У 1976 році Інна Рискаль стала першою в історії чотириразовою призеркою Олімпійських ігор з волейболу. 

## Біографія
Інна Рискаль народилася 15 червня 1944 року у Баку. У дитинстві дівчина займалася спортивною гімнастикою та легкою атлетикою. У дванадцятирічному віці Інна почала займатися у волейбольній секції. Вже у 15 років Рискаль була запрошена до команди «Нафтовик» (Баку), у складі якої спортсменка грала до завершення спортивної кар'єри.
У складі волейбольної збірної СРСР Рискаль дебютувала у 16 років. Протягом 15 років Інна Валеріївна залишалася в основному складі команди та перемагала на найпрестижніших міжнародних змагання.